# Mikael Göransson
Mikael Göransson är en svensk skådespelare. Han är utbildad på Institutet för scenkonst i Pontremoli i Italien.

## Filmografi
- 1997 – Sanning eller konsekvens
- 1999 – Fallskärmar
- 2003 – Kommer du med mig då
- 2006 – Frostbiten
- 2006 – Snapphanar
- 2007 – Gangster
- 2008 – Världens starkaste man
- 2009 – Radio Luxemburg
- 2010 – Säg farväl Isabell